# بارنسویل (مریلند)
بارنسویل (به انگلیسی: Barnesville) شهری در ایالت مریلند کشور ایالات متحده آمریکا است که جمعیت آن در سرشماری سال ۲۰۱۰ میلادی، ۱۷۲ نفر بوده‌است.